# Ute Gahlings
Ute Gahlings (* 1963 in Mönchengladbach) ist eine deutsche Philosophin und Autorin. Ihre Arbeitsschwerpunkte sind unter anderem Lebensphilosophie, Interkulturelle Philosophie, Genderstudies und Leibphänomenologie, darüber hinaus ist sie Expertin zum Leben und Werk des Philosophen Hermann Graf Keyserling.

## Leben
Ute Gahlings wuchs im niederrheinischen Viersen auf und erlangte dort 1982 ihr Abitur. Danach studierte sie Philosophie, Literaturwissenschaft und Psychologie an der Bergischen Universität-Gesamthochschule Wuppertal, wo sie 1992 mit einer Arbeit über den philosophischen Weg Hermann Graf Keyserlings promoviert wurde. Nach ihrer Promotion zog sie nach Darmstadt, um dort im Rahmen eines von der Deutschen Forschungsgemeinschaft (DFG) geförderten Projekts die wissenschaftliche Erschließung des Hermann-Keyserling-Archivs in der Hessischen Universitäts- und Landesbibliothek voranzutreiben. Nach Abschluss des Projekts ging sie 2001 als wissenschaftliche Mitarbeiterin an das Institut für Philosophie der Technischen Universität (TU) Darmstadt, wo sie 2005 habilitiert wurde. Seitdem unterrichtet sie als Privatdozentin an der TU Darmstadt, aber auch als Lehrbeauftragte, Gast- oder Vertretungsprofessorin an verschiedenen Hochschulen und Universitäten; unter anderem hatte sie im Jahr 2010 eine Gastprofessur für Geschlechterforschung an der Freien Universität Berlin inne.
Seit einigen Jahren widmet sich Ute Gahlings verstärkt außerakademischen Aktivitäten im Bereich der Philosophischen Praxis. Als freie Philosophin und Autorin beschäftigt sie sich unter anderem mit Themen des Feminismus, der Beziehung von Philosophie und Kunst sowie zunehmend mit der Kritik einer technologie- und leistungsgetriebenen Normgesellschaft. Von 2011 bis 2018 engagierte sie sich gemeinsam mit der Darmstädter Psychotherapeutin Sibylle Riffel für die Einführung des Regio in Südhessen, auch in Zusammenarbeit mit der Darmstädter Transition Town Initiative.
Ute Gahlings ist Mutter von zwei Kindern und lebt in Weiterstadt-Gräfenhausen.

## Keyserling-Archiv Darmstadt
Unter der wissenschaftlichen Leitung von Ute Gahlings wurde zwischen 1992 und 2001 der im Darmstädter Hermann-Keyserling-Archiv lagernde Nachlass des Philosophen erstmals vollständig katalogisiert und somit für die wissenschaftliche Forschung nutzbar gemacht. Zum fünfzigsten Todestag Keyserlings organisierte sie 1996 eine Ausstellung mit dem Titel »Hermann Graf Keyserling – Darmstädter Philosoph und Gründer der Schule der Weisheit.« im Darmstädter Haus der Geschichte. Gezeigt wurden rund 300 Exponate (Fotos, Briefe, Manuskripte, Zeichnungen) aus dem Nachlass. Im gleichen Jahr erschien von ihr die bis heute einzige vollständige Biographie des Philosophen, in die sie zahlreiche Fotografien aus dem Nachlass sowie Informationen aus persönlichen Briefwechseln Keyserlings eingehen ließ. Auch nach Beendigung ihrer Arbeit am Keyserling-Archiv blieb sie ihrem Leitphilosophen treu und konzipierte im Jahr 2003 unter dem Titel »HIER IST WOANDERS. Das baltische Welterlebnis der Keyserlings.—SIIN ON KUSAGIL MUJAL. Keyserlingide baltilik maailmaelamus.« eine deutsch-estnische Ausstellung zu Alexander, Eduard und Hermann Graf Keyserling in der Universitätsbibliothek Tartu in Estland. Im Jahr 2009 erschien in Keyserlings einstigem Hausverlag sein „Reisetagebuch“ in einer Neuauflage mit einem Nachwort von Ute Gahlings. Insbesondere ihre Keyserling-Biographie erhielt auch international Beachtung, und bis heute betreut sie Wissenschaftler bei deren Arbeit am Hermann-Keyserling-Archiv.

## Leibphänomenologie und Feminismus
Mit Beginn ihrer Arbeit am Institut für Philosophie der TU Darmstadt fand Ute Gahlings in den Philosophen Gernot Böhme und Hermann Schmitz sowie der von letzterem begründeten Neuen Phänomenologie ein weiteres philosophisches Leitbild. Sie erblickte dabei in der stark auf leibliches Spüren angelegten Philosophie Schmitz’ das Manko, dass geschlechtsspezifische Erfahrungen bis dato außer Acht gelassen wurden. Mit ihrer Ende 2004 eingereichten Habilitationsschrift Phänomenologie der weiblichen Leiberfahrungen, die 2006 in der Reihe Neue Phänomenlogie des Karl Alber Verlags veröffentlicht wurde, schloss sie diese Lücke und führte so die Konzepte der Neuen Phänomenologie in die Geschlechterforschung ein. Mit ihrer Arbeit griff sie dabei auch in die Feminismusdebatte ein und stellte sich mit ihrem am gegebenen weiblichen Leib orientierten Konzept gegen moderne, auf radikalen Interpretationen der Philosophie Judith Butlers aufbauende dekonstruktivistische und postfeministische Strömungen. Ohne den erheblichen gesellschaftlich-kulturellen Einfluss auf das Geschlechterverständnis zu bestreiten sieht sich Ute Gahlings mit ihrem Ansatz auf der Seite eines moderaten Differenzfeminismus, der in seinem Streben nach gesellschaftlicher Gleichstellung die Unterschiede der Geschlechter durchaus anerkennt. Ihr in der Geschlechterforschung zunehmend beachtetes Buch erschien 2016 in einer Neuauflage mit einer neuen Covergestaltung basierend auf einem Werk der Darmstädter Body-Art Künstlerin Annegret Soltau.

## Praktische Philosophie und Philosophische Praxis
Nach ihrer Habilitation gründete Ute Gahlings zusammen mit ihrem wissenschaftlichen Mentor Gernot Böhme und anderen in Darmstadt das Institut für Praxis der Philosophie (IPPh), das die Umsetzung von philosophischer Erkenntnis im persönlichen und gesellschaftlichen Leben anstrebt und sich damit in der Tradition von Hermann Graf Keyserlings Schule der Weisheit sieht. Einer weiteren Tradition, nämlich der des europäischen Salons folgend, initiierte sie 2011 einen öffentlichen Philosophischen Salon am IPPh, in dem sie regelmäßig selbst oder mit geladenen Gästen vor Publikum Gespräche zu verschiedenen philosophischen, kulturellen und gesellschaftlichen Themen anbietet. Zu ihren Gästen gehörten unter anderem Gernot Böhme, Heidemarie Bennent-Vahle, Martin Kämpchen, Barbara und Frank-M. Staemmler, Gudula Linck, Michael Grossmann, Annegret Soltau und Thomas Gutknecht.
Einen weiteren Schritt in Richtung eines lebensorientierten Philosophierens tat Ute Gahlings 2015 mit der Eröffnung ihrer Philosophischen Praxis Solidarität in Frankfurt am Main. Hier erteilt sie in Einzelgesprächen oder Kleingruppen Menschen philosophische Unterstützung in der Bewältigung von Lebenskrisen, bei Fragen der Selbstfindung oder dem Umgang mit Krankheit. Sie ist engagiert in der Internationalen Gesellschaft für Philosophische Praxis (IGPP), deren Präsidentin sie seit 2019 ist. Darüber hinaus ist sie assoziiertes Vorstandsmitglied im Berufsverband Philosophische Praxis (BV-PP), der die Professionalisierung der Philosophischen Praxis als Beratungsberuf anstrebt.

## Lehrtätigkeit
Als freiberufliche Lehrbeauftragte unterrichtet Ute Gahlings Berufsethik vor allem für Studierende der Ingenieurwissenschaften und der Informatik, unter anderem an der Hochschule Darmstadt (seit 2006) und an der Frankfurt University of Applied Sciences (seit 2018). In ihrer Tätigkeit als Privatdozentin an ihrer Heimuniversität, der TU Darmstadt, orientiert sie sich hingegen auch in ihrer Lehre schwerpunktmäßig an ihren philosophischen Interessen. Insbesondere die Hervorhebung des Wirkens von Frauen in der Philosophie, entweder im generellen Kontext oder in Seminaren zu Philosophinnen wie Simone de Beauvoir, Edith Stein, Hannah Arendt oder Martha Nussbaum, ist ihr ein Anliegen.

## Buddhismus
Bereits Mitte der 1980er Jahre wandte sich Ute Gahlings dem Tibetischen Buddhismus zu und wurde persönliche Schülerin des dritten Jamgon Kongtrul Rinpoche. Seit dessen Tod im Jahr 1992 ist sie frei praktizierende Buddhistin und unterhält Kontakte zu einigen buddhistischen Instituten der Karma-Kagyü Linie in Deutschland und in Asien.

## Schriften

### Monographien
- Sinn und Ursprung. Zum philosophischen Weg Hermann Graf Keyserlings. Academia Verlag, St. Augustin 1992, ISBN 3-88345-540-7.

- Hermann Graf Keyserling. Ein Lebensbild. Justus von Liebig Verlag, Darmstadt 1996, ISBN 3-87390-116-1.

- Phänomenologie der weiblichen Leiberfahrungen. Zweite, mit einem Nachwort versehene Auflage. Verlag Karl Alber, Freiburg/München 2016, ISBN 978-3-495-48802-7.

- Philosophische Praxis. Grundlagen – Situationen – Ethik. Verlag Karl Alber, Freiburg im Breisgau 2023, ISBN 978-3-495-99928-8 (Paperback), ISBN 978-3-495-99929-5 (E-Book).

### Sammelbände
- mit Klaus Jork (Hrsg.): Hermann Graf Keyserling und Asien. Verlag für Medizin und Gesundheit, Biebelsheim 2000, ISBN 3-932977-01-7.

- mit Américo Monteiro: HERMANN GRAF KEYSERLING: A ESCOLA DA SABEDORIA. KEYSERLING E PORTUGAL. (Hermann Graf Keyserling: Die Schule der Weisheit. Keyserling und Portugal.) Centro Interuniversitário de Estudos Germanísticos, Coimbra, Portugal 2003, ISBN 972-95680-9-X.

- mit Doris Croome und Robert Kozljanic (Hrsg.): Praxis der Philosophie. III. Jahrbuch für Lebensphilosophie. Albunea Verlag, München 2007, ISBN 978-3-937656-08-3.

- mit Heidemarie Bennent-Vahle und Robert Kozljanic (Hrsg.): Lebensdenkerinnen. VII. Jahrbuch für Lebensphilosophie. Albunea Verlag, München 2014, ISBN 978-3-937656-16-8.

- mit Gernot Böhme (Hrsg.): Wie lebt es sich in unserer Gesellschaft? Aisthesis Verlag, Bielefeld 2015, ISBN 978-3-8498-1083-2.

- mit Gernot Böhme (Hrsg.): Kultur der Privatheit in der Netzgesellschaft. Aisthesis Verlag, Bielefeld 2018, ISBN 978-3-8498-1265-2.

- (Hrsg.): nicht allein mit dem Kopf. Perspektiven auf Hermann Keyserling. Verlag23, Weiterstadt 2021, ISBN 978-3-949565-88-5.

### Artikel (Auswahl)
- ‚An mir haben die Nazis beinahe ganze Arbeit geleistet‘. Über den Umgang der Nationalsozialisten mit Hermann Graf Keyserling. In: Frank-Lothar Kroll (Hrsg.): Deutschsprachige Autoren des Ostens als Opfer und Gegner des Nationalsozialismus. Beiträge zur Widerstandsproblematik. Duncker & Humblot, Berlin 2000, S. 47–74.

- Frida Kahlo: Mi nana y yo o Yo mamando (Meine Amme und ich oder Ich nuckele). In: Ziad Mahayni (Hrsg.): Neue Ästhetik. Das Atmosphärische und die Kunst. Wilhelm Fink Verlag, München 2002, S. 85–96.

- Teekond iseenda juurde. Sissejuhatus Filosoofi reisipäevikusse (Die Reise zu Dir. Einführung in das Reisetagebuch eines Philosophen). Ins Estnische übersetzt von Tolkinud Kairit Kaur. In: Akadeemia. Eesti Krijanike Liidu kuukiri Tartus. 15. Jahrgang, Nr. 9 (174), 2003, S. 1818–1843.

- Geschlechter-Realitäten. Edith Steins Beitrag zur Theorie der geschlechtlichen Differenzierung. In: Edith Stein Jahrbuch. Echter Verlag, Würzburg 2004, S. 131–156.

- Hermann Graf Keyserling – ein Lebensphilosoph. Zu einem Werk zwischen Erkenntnistheorie, Kulturkritik und Metaphysik. In: Michael Schwidtal u. Jan Undusk (Hrsg.): Baltisches Welterlebnis. Die kulturgeschichtliche Bedeutung von Alexander, Eduard und Hermann Graf Keyserling. Universitätsverlag Winter, Heidelberg 2007, S. 351–366.

- Die Bedeutung der Leiblichkeit für eine philosophische Existenzform. In: Michael Großheim (Hrsg.): Neue Phänomenologie zwischen Praxis und Theorie. Festschrift für Hermann Schmitz. Verlag Karl Alber, Freiburg/München 2008, S. 267–283.

- Die Wiederentdeckung des Leibes in der Phänomenologie. In: Information Philosophie. Heft 2, Mai 2008, S. 36–47.

- Die mündige Frau. Zur Geschichte des Kampfes der Frauen um Bürgerrechte. In: Gernot Böhme (Hrsg.): Der mündige Mensch. Wissenschaftliche Buchgesellschaft, Darmstadt 2009, S. 25–43.

- Körper-Sein als Leistung (Schönheit und Fitness). In: Gernot Böhme (Hrsg.): Kritik der Leistungsgesellschaft. Edition Sirius, Bielefeld/Basel 2010, S. 119–131.

- Der Dichter Rabindranath Tagore und der Philosoph Hermann Keyserling. Eine Annäherung an die bengalische Dichtung, Philosophie und Kultur. In: Hamidul Khan (Hrsg.): Universalgenie Rabindranath Tagore. Draupadi Verlag, Heidelberg 2012, S. 25–28.

- Ethik der Fürsorge. In: Gernot Böhme (Hrsg.): Pflegenotstand: der humane Rest. Aisthesis Verlag, Bielefeld 2014, S. 33–56.

- Leib ohne Geschlecht? Postgender aus phänomenologischer Sicht. In: Stefan Volke & Steffen Kluck (Hrsg.): Körperskandale. Zum Konzept der gespürten Leiblichkeit. Verlag Karl Alber, Freiburg/München 2017, S. 116–137.

- Mit dem kranken weiblichen Körper leben: Leiblichkeit aus der Perspektive Philosophischer Praxis. In: Beate Senn und Hanna Mayer (Hrsg.): Gynäkologisch-onkologische Pflege. Bedürfnisse der Patientinnen und interprofessionelle Praxis. Hogrefe Verlag, Bern 2018, S. 297–308.

- Von der Systemrelevanz Philosophischer Praxis in Krisenzeiten. Blogbeitrag Philosophie aktuell, Swiss Portal for Philosophy (philosophie.ch), 24. Juli 2020.

- Die Sehnsucht des homo hapticus nach existenzieller Resonanz in virtualisierten Lebenswelten. In: Gernot Böhme (Hrsg.): Analoge Kompetenzen im digitalen Zeitalter. WBG, Darmstadt 2022. S. 77–109.

- Geschlechtliche Leiblichkeit – markiert, verdrängt, entdeckt, dekonstruiert. In: Milad Karimi und Maryam Palizban (Hrsg.): Leibverständnis und Leibvergessenheit. Interdisziplinäre Zugänge. Alber Verlag, Baden-Baden 2022. S. 91–107.

- Else Voigtländer on Sexual Difference: An Early 20th-Century Gender Theory? In: Ingrid Vendrell Ferran (Hrsg.): Else Voigtländer. Self, Emotion, and Sociality. Women in the History of Philosophy and Sciences, Vol. 17. Springer Verlag, Cham 2023. S. 181–197.

## Presseberichte
- Philosophie als Lebensform, Deutschlandfunk Kultur, 23. November 2010
- Epikurs Schatten, der Freitag, Ausgabe 51, 2015.
- Menopause: Die Suche nach dem richtigen Weg durch die Wechseljahre, Deutschlandfunk Kultur, 9. Mai 2019.
- Ute Gahlings Lebensberatung im Freien. Darmstädter Echo, 16. Juni 2020.
- Leiberfahrung als Potential für einen gesellschaftlich verankerten Feminismus. Interview mit der Philosophin Ute Gahlings, und Mathilde fragt: Ute Gahlings, Mathilde – das nicht-kommerzielle Frauenmagazin aus Darmstadt, Heft 166 (Juli/August 2020), S. 14–15 bzw. S. 42.
- Hausbesuch: Damit der Mensch sich selbst versteht. taz am Wochenende, 7./8. November 2020, S. 23.